# Park Jeong-hwa
Đây là một tên người Triều Tiên, họ là Park.
Park Jeong-hwa (tiếng Hàn: 박정화, Hán-Việt: Phác Chính Hoa, sinh ngày 8 tháng 5 năm 1995) là một nữ ca sĩ và diễn viên người Hàn Quốc, thành viên nhỏ tuổi nhất của nhóm nhạc EXID trực thuộc công ty Banana Culture. Cô cũng được biết đến với vai diễn của mình trong webtoon Anh hùng Toondra Hiện (2015).

## Tiểu sử
Jeonghwa sinh ngày 8 tháng 5 năm 1995, ở Anyang, Hàn Quốc. Cô sống cùng cha mẹ và em trai. Jeonghwa tốt nghiệp trung học cơ sở và trung học Indeogwon Baekyoung. Cô theo học Đại học toàn cầu Cyber , nơi cô nghiên cứu phát sóng và giải trí. Khi Jeonghwa đang học lớp 3, cô được đào tạo tại một trường kịch nghệ. Cô được đào tạo tại JYP Entertainment trước khi gia nhập Yedang Entertainment và trở thành một thành viên của nhóm nhạc nữ EXID. Ngày 3 tháng 5 năm 2019, công ty quản lý (Banana Culture Entertainment) đưa ra thông báo, 2 thành viên EXID là Hani và Jeonghwa quyết định không gia hạn hợp đồng. Tuy nhiên, EXID sẽ không tan rã. Hiện nay, cô hoạt động với vai trò là ca sĩ và diễn viên trực thuộc công ty quản lý J-WIDE Company.

## Sự nghiệp

### EXID
EXID đã chính thức ra mắt vào ngày 15 tháng 2 năm 2013, với việc phát hành single đầu tay, "Whoz That Girl".
Cô tham gia tất cả hoạt động cùng EXID kể từ khi ra mắt đến hết tour diễn Nhật Bản 2019 EXID Summer Live Tour. Sau đó EXID tạm dừng mọi hoạt động 5 người. Tuy nhiên kế hoạch về việc tái hợp trong tương lai vẫn còn chưa rõ. Nhất là sau khi 2 thành viên EXID là Hani và Jeonghwa quyết định không gia hạn hợp đồng vào ngày 3 tháng 5 năm 2019.
J-WIDE COMPANY
Sau kết thúc hợp đồng với Banana Culture, ngày 8 tháng 7, J-WIDE Company chính thức đưa ra thông báo rằng Jeonghwa đã kí kết hợp đồng với công ty và sẽ bắt đầu các hoạt động với vai trò là ca sĩ và diễn viên trong tương lai.

### Hoạt động solo
Hoạt động diễn xuất đầu tiên của Jeonghwa là một vai diễn nhỏ trong Wives on Strike  (2004). Năm 2005, cô đã trở thành người dẫn chương trình của Freshful Children Congress của NATV.
Năm 2015, Jeonghwa trở thành thành viên cố định trong loạt chương trình truyền hình Soulmates Returns. Cùng năm đó, cô vào vai Yook Ah-young trong bộ phim truyền hình Webtoon Hero Toondra Show, đây cũng là bộ phim lớn đầu tiên trong vai trò diễn viên của Junghwa. Jeonghwa còn xuất hiện trong nhiều video âm nhạc như "Tell Me" (2007) của Wonder Girls, "Whenever You Play That Song" (2011) của Huh Gak và LE, "That You're My Girl" (2013) của I-Rex, "10:10" và "You Are My Everything" (2014) của RK Kim Seong-hui.
Năm 2016, Junghwa tham gia vào bộ phim truyền hình "Mask", một dự án hợp tác Hàn - Trung với vai nữ chính Anita. Bộ phim ban đầu dự kiến lên sóng vào tháng 6 năm 2016, tuy nhiên, do ảnh hưởng từ lệnh cấm Hallyu của chính phủ Trung Quốc, phim đã bị hoãn phát sóng một thời gian dài và chính thức lên sóng tại Hàn Quốc thông qua kênh Naver TVCast, bắt đầu từ ngày 25 tháng 3 năm 2017.

## Danh sách phim

### Phim truyền hình
| Năm  | Tiêu Đề                    | Vai Trò           | Mạng Lưới     |
| ---- | -------------------------- | ----------------- | ------------- |
| 2004 | Wives on Strike            |                   | SBS           |
| 2015 | Webtoon Hero: Toondra Show | Yook Ah-young     | MBC every1    |
| 2017 | Mask                       | Lee Chae Ri/Anita | Naver TV Cast |
| 2018 | If Love Was Not Timeless   | Wing-sze          | VIUTV         |

### Chương trình truyền hình
| Năm     | Tiêu đề                    | Mạng lưới  | Ghi chú                                                            |
| ------- | -------------------------- | ---------- | ------------------------------------------------------------------ |
| 2005-06 | Freshful Children Congress | NATV       |                                                                    |
| 2015    | Soulmates Returns          | MBC every1 | Diễn viên chính                                                    |
| 2015    | EXID's Showtime            | MBC every1 | Diễn viên chính                                                    |
| 2015    | Weekly Idol                | MBC every1 | Khách mời (với các thành viên EXID; Ep 178,197, 226, 254, 299,383) |

### Video âm nhạc
- "Tell Me" (Wonder Girls, 2007)
- "Whenever you play that song" (Huh Gak, 2010)
- "That You're My Girl" (I-Rex, 2013)
- "With the Wind" (Led Apple, 2013)
- "10:10" (RK Kim Seong-hui, 2014)
- "You Are My Everything" (RK Kim Seong-hui, 2014)